# Relayer
Relayer – siódmy album grupy Yes wydany w roku 1974.

## Utwory
Album zawiera utwory:
1. Gates of Delirium (Anderson/Howe/Moraz/Squire/White) – 21:55
2. Sound Chaser (Anderson/Howe/Moraz/Squire/White) – 9:25
3. To Be Over (Anderson/Howe/Moraz/Squire/White) – 9:08

Dodatkowe nagrania umieszczone na wydanej w 2003 reedycji albumu (digipak):
1. Soon (single edit) – 4:18
2. Sound chaser (single edit) – 3:13
3. The gates of delirium (studio run-through) – 21:16

## Twórcy
Twórcami albumu są:
- Jon Anderson – śpiew
- Steve Howe – gitara, śpiew
- Patrick Moraz – instrumenty klawiszowe
- Chris Squire – gitara basowa, śpiew
- Alan White – perkusja
- Roger Dean – projekt graficzny
- Jean Rostori – fotografia
- Donald Lehmkuhl – autor wiersza z okładki